# Saraiella magna
Saraiella magna är en tvåvingeart som beskrevs av Wagner 1979. Saraiella magna ingår i släktet Saraiella och familjen fjärilsmyggor. Inga underarter finns listade i Catalogue of Life.